# 8. studenoga
8. studenoga (8. 11.) 312. je dan godine po gregorijanskom kalendaru (313. u prijestupnoj godini).
Do kraja godine imaju još 53 dana.

## Događaji
- 641. – Arapske vojne snage po naređenju kalifa Omara osvajaju Egipat. Kraj antike.
- 1519. – Španjolski konkvistadori ušli u Tenochtitlan, glavni grad carstva Asteka
- 1620. – bitka na Bijeloj gori, pobjeda katolika tijekom Tridesetogodišnjeg rata
- 1971. – Na djelomice ponovljenim izborima na Filipinima, nacionalna stranka predsjednika Marcosa izgubila je dvotrećinsku većinu.
- 1991. – JRM sprovela pomorsku blokadu Hrvatske.
- 1997. – U Zagrebu je osnovana Velika loža Hrvatske
- 2015. – Održani parlamentarni izbori u Hrvatskoj: HDZ (Domoljubna koalicija) osvaja 59 mandata, SDP (koalicija Hrvatska raste) 56 mandata, MOST 19 mandata, IDS 3 mandata

| - 1656. – Edmond Halley, engleski astronom († 1742.) - 1848. – Gottlob Frege, njemački matematičar i fizičar († 1925.) - 1867. – Martin Davorin Krmpotić, hrvatski misionar u SAD († 1931.) - 1879. – Milan Šufflay, hrvatski povjesničar, političar, prevoditelj i književnik († 1931.) - 1909. – Ivan Dončević, hrvatski književnik i nakladnik († 1982.) - 1912. – Stylianos Pattakos, grčki političar - 1927. – Patti Page, američka pop-pjevačica i glumica († 2013.) - 1936. – Mirko Zelić, hrvatski akademik i znanstvenik († 2023.) - 1946. – Lauritz Broder Holm-Nielsen, danski botaničar - 1979. – Aaron Hughes, sjevernoirski nogometaš - 1980. – Ana Vidović, hrvatska klasična gitaristica - 1983. – Blanka Vlašić, hrvatska atletičarka, skakačica u vis - 1986. – Aaron Swartz, član Internetske kuće slavnih († 2013.) - 1937. – Milan Linzer, hrvatski političar i športski dužnosnik iz Austrije († 2019.) - 1992. – Domenica Žuvela, hrvatska pjevačica - 1996. – Rjoju Kobajaši, japanski skijaš skakač | - 1674. – John Milton, engleski književnik (* 1608.) - 1684. – Mikula Galović, hrvatski (kajkavski) vjerski pisac († 1614.) - 1807. – Daredžan Dadiani, gruzijska kraljica (* 1738.) - 1953. – Ivan Aleksejevič Bunin, ruski književnik - 1982. – Jacques Tati, francuski redatelj i glumac (* 1907.) - 1998. – Jean Marais, francuski glumac (* 1913.) - 2020. – Alex Trebek, kanadski komičar, glumac i producent (* 1940.) |

## Blagdani i spomendani
- Sveti Klaudije i drugovi, mučenici